# Diversidad sexual en Nigeria
Las personas LGBTI en Nigeria se enfrentan a ciertos desafíos legales y sociales no experimentados por otros residentes. La homosexualidad es ilegal según los Artículos 214 y 217 del Capítulo 21 del Código Penal de Nigeria y puede ser penado con más de 14 años de reclusión en una penitenciaria. El norte de Nigeria es islámico y extremadamente conservador. De acuerdo con la ley Shari'a, la cual se aplica en esta zona del país, castiga el coito anal entre hombres (Liwat) con 100 latigazos (para hombres solteros) y con unos años de prisión y hasta con la pena de muerte por lapidación para los hombres casados. En marzo de 2006, informes por parte de la prensa internacional dicen que más de una docena de personas han sido sentenciadas a muerte por lapidación desde el año 2000, pero que ninguna de esas sentencias ha sido ejecutada.

## Reconocimiento de parejas del mismo sexo
El 18 de enero de 2007, el Consejo Ejecutivo Federal aprobó una ley prohibiendo los casamientos entre personas del mismo sexo y envió el proyecto a la Asamblea Nacional para su aprobación urgente definitiva. Según el ministro de Justicia, Bayo Ojo, la ley fue impulsada por el presidente Olusegun Obasanjo después de manifestaciones que pedían las uniones entre personas del mismo sexo durante la conferencia internacional sobre el VIH/ETS en el año 2005.
El proyecto de ley pide cinco años de cárcel para cualquiera que «lleva a cabo, atestigua, ayuda o incita» un casamiento homosexual. Esta ley también prohibiría cualquier manifestación de «amor en una relación entre personas del mismo sexo» además de prohibir la adopción de bebés por parte de gais y lesbianas. La ley, al momento de ser presentada, esperaba poca o nada de oposición en el Parlamento. La prohibición de casamientos homosexuales convertiría a Nigeria en el segundo país de África en criminalizar ese tipo de uniones. En 2005, la constitución de Uganda fue enmendada para prohibir uniones entre personas del mismo sexo.
La misma ley también pediría cinco años de cárcel para cualquier persona envuelta públicamente en una organización o asociación que apoye los derechos de las personas lesbianas y gais. Además, en esta ley también está incluida la propuesta de que se prohíba cualquier tipo de relación con una persona homosexual. El intento de esta ley es prohibir y eliminar cualquier cosa remotamente asociada a ser «gay» en el país.
En febrero de 2006, el Departamento de Estado de los Estados Unidos condenó la propuesta. En marzo de 2006, 16 organizaciones internacionales de derechos humanos escribieron una carta condenando la ley, llamándola una violación a las libertades de expresión, asociación y asamblea garantizada por la ley internacional así como por la Carta Africana de Derechos Humanos y de los Pueblos, y un obstáculo en la lucha contra la propagación del sida. Algunas organizaciones dicen que Nigeria tiene el tercer puesto en la escala de más personas infectadas con VIH: 3,6 millones de nigerianos están infectados con VIH.

## Castigos corporales
Aunque los actos homosexuales son ilegales en todo el territorio nigeriano, adicionalmente, en 12 estados del norte (Sokoto, Zamfara, Kebbi, Kano, Yobe, Borno, Katsina, Jigawa, Bauchi, Níger, Gombe y Kaduna) se aplica la Sharia, que estipula hasta 100 latigazos para los culpables del delito de sodomía.

## Vida LGBT en el país
La hostilidad pública contra las relaciones homosexuales es generalizada en Nigeria, un país en gran parte conservador de más de 180 millones de habitantes, dividido entre un norte predominantemente musulmán y un sur predominantemente cristiano.